# Cody Jinks
Cody Jinks (* 18. August 1980 in Haltom City, Texas) ist ein US-amerikanischer Countrysänger. Mit dem Album I’m Not the Devil hatte er 2016 seinen Durchbruch.

## Biografie
Cody Jinks stammt aus Texas und wuchs mit Countrymusik auf. Seine erste Musikkarriere startete er aber mit Thrash Metal als Sänger der Band Unchecked Aggression. Erst danach kehrte er wieder zu Country und Southern Rock zurück. Gegen Ende der 2000er Jahre startete er eine Solokarriere. Er veröffentlichte ab 2008 in Eigenregie mehrere Alben und tourte mit einer Begleitband namens Tone Deaf Hippies. Seine Veröffentlichungen blieben aber ohne große Aufmerksamkeit.
Die Wende kam 2015 mit den Adobe Sessions. Das Album, benannt nach dem Aufnahmestudio, dem Adobe Room in Tornillo, fand ein größeres Publikum und wurde in den Heatseekers Charts auf Platz 2 gelistet. Das nächste Album I’m Not the Devil brachte ihm im Jahr darauf schließlich die erst Platzierung in den offiziellen Albumcharts und Platz 4 in den Countrycharts, in denen es sich mehrere Monate halten konnte.
Daraufhin bot ihm Rounder Records einen Plattenvertrag an. Sein erstes Labelalbum Lifers veröffentlichte er dort 2018 und mit dieser Unterstützung kam er in den offiziellen Charts bis auf Platz 11 und bei den Countryalben auf Platz 2. Bereits ein Jahr später folgten die nächsten Veröffentlichungen, die beiden Album After the Fire und The Wanting, die im Oktober 2019 mit nur einer Woche Abstand erschienen. Beide erreichten Platz 2 in den Countrycharts. Thirty Tigers hatte außerdem die Rechte seiner alten Veröffentlichungen übernommen, die ebenfalls neue Fans fanden. 2020 wurden zwei seiner älteren Songs, Hippies and Cowboys und Loud and Heavy, mit Platin bzw. Gold ausgezeichnet.

## Diskografie

### Alben
| Jahr | Titel             | Höchstplatzierung, Gesamtwochen, AuszeichnungChartplatzierungen (Jahr, Titel, Platzierungen, Wochen, Auszeichnungen, Anmerkungen) | Höchstplatzierung, Gesamtwochen, AuszeichnungChartplatzierungen (Jahr, Titel, Platzierungen, Wochen, Auszeichnungen, Anmerkungen) | Anmerkungen                             |
| Jahr | Titel             | US | Country | Anmerkungen                             |
| ---- | ----------------- | --- | --- | --------------------------------------- |
| 2016 | I’m Not the Devil | US39 (1 Wo.)US | Country4 (18 Wo.)Country | Erstveröffentlichung: 12. August 2016   |
| 2018 | Lifers            | US11 (1 Wo.)US | Country2 (3 Wo.)Country | Erstveröffentlichung: 27. Juli 2018     |
| 2019 | After the Fire    | US33 (1 Wo.)US | Country2 (1 Wo.)Country | Erstveröffentlichung: 11. Oktober 2019  |
| 2019 | The Wanting       | US35 (1 Wo.)US | Country2 (3 Wo.)Country | Erstveröffentlichung: 18. Oktober 2019  |
| 2021 | Mercy             | US79 (1 Wo.)US | — | Erstveröffentlichung: 12. November 2021 |
| 2024 | Change the Game   | US128 (1 Wo.)US | — | Erstveröffentlichung: 22. März 2024     |

Weitere Alben
- Collector’s Item (2008)
- Cast No Stones (2008)
- Less Wise (2010)
- 30 (2012)
- Blacksheep (2013)
- Adobe Sessions (2015, US: Gold)[2]
- Less Wise. Modified Reissue (2017)

### Lieder
- Cast No Stones (2008, US: Gold)
- Hippies and Cowboys (2010, US: Platin)
- Loud and Heavy (2015, US: ×2Doppelplatin )
- Mamma Song (2015, US: Gold)
- I’m Not the Devil (2015, US: Gold)
- Must Be the Whiskey (2018, US: Platin)
- Fast Lane (2019)
- Never Alone, Always Lonely (2019)
- Watch the World Die (2020)
- Ain’t a Train (2020)
- Brother (2025, mit Mark Morton)
- Dust (2025, mit Mark Morton)